# Szvámi Nirandzsanananda Szaraszvati
Paramahamzsa Szvámi Nirandzsanananda Szaraszvati bal jógi, vagyis jóginak született 1960-ban Radzsnandgaónban, Madhja Prades indiai államban. Képzését  négyéves korában kezdte a Bihar School of Yoga iskolában, mely a bihári jóga tradíciójának egyik központja, majd hat évvel később gurujától, Szvámi Szatjánanda Szaraszvatitól beavatást kapott a Dasnámi Szannjásza tradícióba. 1971-ben nyugati utazása során jógaközpontokat és ásramokat alapított Európában, Ausztráliában, Észak- és Dél-Amerikában. 1983-ban visszahívták Indiába, és kinevezték a nagyhírű Bihar School of Yoga elnökévé. Azóta ő irányítja a Bihar School of Yoga, a Sivananda Math (szociális és jótékonysági intézmény), a Yoga Publications Trust és a Yoga Research Foundation fejlesztését. 1993-ban Szvámi Szatjánanda utódjául szentelték fel, és a következő évben megalapította a Bihar Yoga Bharatit, ami a világ első, államilag elismert jógaegyeteme a Haladó Jógatudományok számára.
A jóga minden területének egyik legfőbb, elismert szaktekintélyeként ismerik és tisztelik.[forrás?] Ennek fényében irányít és kezdeményez tudományos kutatásokat a jógatechnikák ismert hatásainak igazolására abból a célból, hogy az olyan betegségek és kiegyensúlyozatlanságok széles skáláját kezeljék és enyhítsék a gyakorlatban, mint az alkoholizmus és a szenvedélybetegségek, ízületi gyulladás, asztma, szívérrendszeri- és emésztési rendellenességek, depresszió, HIV-pozitivitás és rák. Előmozdítja a Szatjánanda-jóga tanítását a társadalom számos területén, a kórházakban, börtönökben, rehabilitációs központokban, az üzleti életben, iskolákban és főiskolákon.
Több mint 20 könyv szerzője a jóga, Tantra és az Upanisadok témájában.[forrás?]